# Monument Sallarès i Pla
El Monument Sallarès i Pla és una obra noucentista de Sabadell (Vallès Occidental) inclosa a l'Inventari del Patrimoni Arquitectònic de Catalunya.

## Descripció
Monument col·locat al mig d'una plaça. La base és de formes cubistes i té esculpit el cap de Joan Sallarès i Pla. Al damunt hi ha l'escultura realista d'un home.

## Història
Fou erigit l'any 1915 i inaugurat el 21 de febrer de 1917. Amb el lema "Geni del Treball", fou dedicat a Joan Sallarès i Pla, prohom sabadellenc, president del Gremi de Fabricants, defensor dels proteccionisme i d'un regionalisme moderat.